# Jerry Norton
Jerry Ray Norton (* 17. Mai 1931 in Gilmer, Texas; † 14. Januar 2020 in Dallas) war ein US-amerikanischer American-Football-Spieler in der National Football League (NFL). Er spielte unter anderem als Halfback bei den Philadelphia Eagles.

## Jugend
Jerry Norton besuchte in Texarkana die High School und war bereits auf der Schule ein erfolgreicher Footballspieler. 1948 konnte er im Laufspiel einen Raumgewinn von 1.398 Yards, sowie mittels Passspiel einen von 600 Yards erzielen. Sowohl 1948, als auch 1949 wurde er in die Staatsauswahl von Texas gewählt.

## Spielerlaufbahn

### Collegekarriere
Nach seinem Highschool-Abschluss studierte Jerry Norton mit einem Stipendium an der Southern Methodist University (SMU), wo er von 1950 bis 1953 zunächst als Defensive Back und in seinen letzten beiden Spieljahren als Tailback und Punter College Football für die SMU Mustangs spielte. Im Jahr 1954 spielte er im East-West Shrine Game und im Chicago College All-Star Game. Im letztgenannten Spiel trafen die besten Collegespieler des Landes auf den amtierenden NFL-Vizemeister Detroit Lions, die sich mit 31:6 durchsetzten.

### Profikarriere
Im Jahr 1954 wurde Jerry Norton von den Philadelphia Eagles in der siebten Runde an 81. Stelle gedraftet. Bei der Mannschaft aus Philadelphia kam er auf verschiedenen Positionen zum Einsatz. Bis zur Saison 1958 stand er im Kader der Eagles und wurde danach im Tausch gegen zwei Spieler an die Chicago Cardinals abgegeben, die nach der Saison 1959 nach St. Louis umzogen. Norton erhielt bei den Cardinals überwiegend Einsatzzeit als Defensive Back und blieb bis zur Saison 1961 bei der Mannschaft, bevor er danach zu den von Tom Landry betreuten Dallas Cowboys wechselte. 1962 erfolgte sein Wechsel zum amtierenden NFL-Meister Green Bay Packers. Dort wurde er von Head Coach Vince Lombardi hauptsächlich als Punter eingesetzt. 1963 scheiterte er mit seiner Mannschaft knapp vor dem Erreichen des Endspiels. Die Packers in deren Reihen zahlreiche Spieler standen die nach ihrer Laufbahn in die Pro Football Hall of Fame aufgenommen wurden, wie der Quarterback Bart Starr oder der Linebacker Ray Nitschke, konnten in diesem Jahr in der Regular Season elf von 14 Spielen gewinnen. Diese Leistung war jedoch nicht ausreichend um sich für das Endspiel zu qualifizieren. Nach der Spielrunde 1964 beendete Jerry Norton seine Laufbahn. Während seiner Karriere stellte Norton drei NFL-Jahresbestleistungen auf. 1957 gelang ihm in einem Spiel gegen die New York Giants eine Interception, die er über eine Strecke von 99 Yards zu einem Touchdown in die Endzone der Giants trug. Das Spiel ging allerdings mit 20:24 verloren. Als Spieler der St. Louis Cardinals konnte er in der Saison 1960 zehn Pässe von gegnerischen Quarterbacks abfangen. Ein Jahr später gelangen ihm zwei Touchdowns aus sieben Interceptions.

## Ehrungen
Jerry Norton wurde viermal zum All Pro gewählt und spielte fünfmal im Pro Bowl. Im Jahr 2007 erfolgte die Aufnahme in die Texas High School Football Hall of Fame.

## Quelle
- Ray Didinger/Robert S. Lyons; The Eagles Encyclopedia, Temple University Press, 2005, ISBN 9781592134540